# Fasty (przystanek kolejowy na Ukrainie)
Fasty (ukr. Фасти, ros. Фасты) – przystanek kolejowy w pobliżu miejscowości Kowel, w rejonie kowelskim, w obwodzie wołyńskim, na Ukrainie. Leży na linii Lwów – Sapieżanka – Kowel. 